# 黑姆斯洛
黑姆斯洛是德国下萨克森州的一个市镇。总面积26.77平方公里，总人口603人，其中男性290人，女性313人（2011年12月31日），人口密度每平方公里23人。